# Parafia Trójcy Przenajświętszej w Zaturcach
Parafia Trójcy Przenajświętszej w Zaturcach – parafia rzymskokatolicka w Zaturcach, należy do dekanatu Łuck w diecezji łuckiej.

## Duszpasterze

### Proboszcz
- Ks. Marek Gmitrzuk
- Ks. Tomasz Czopor
- Ks. Aleksander Gamalijczuk